# ウィリアム・ピニェイロ・ロドリゲス
ウィリアム・ピニェイロ・ロドリゲス（ポルトガル語: William Pinheiro Rodrigues、1989年1月10日 - 2018年2月25日）は、ブラジル・リオデジャネイロ出身のサッカー選手。ポジションはミッドフィールダー。

## 経歴
2002年から2005年までCFZでプレーした後、留学生として羽黒高等学校に入学した。2006年および2007年には仙台カップ国際ユースサッカー大会で東北選抜メンバーに選出された。
2007年11月に京都サンガF.C.に加入すると発表された。2009年から2010年1月31日まで、佐川印刷へ期限付き移籍する予定だったが、2009年3月11日に本人の都合によりクラブを退団して、ブラジルへ帰国することと発表された。
2018年3月1日、同年2月25日（現地時間）にブラジルでサッカーのプレー中に倒れてその後死去したと京都より発表された。

## 所属クラブ
- 2002年 - 2005年  CFZ
- 2005年 - 2007年  羽黒高等学校
- 2008年 - 2009年3月  京都サンガF.C.
  - 2009年 - 同年3月  佐川印刷SC (期限付き移籍)
- 2009年 - 2011年  オラリアAC
- 2011年  ポルトゥゲーザ・ダ・イーリャ
- 2011年  アウダックス・リオデジャネイロEC
- 2012年 - 2013年  ポルトゥゲーザ・ダ・イーリャ
- 2014年  バラ・マンサFC（ポルトガル語版）
- 2014年  CAバラ・ダ・チジュカ（ポルトガル語版）

## 個人成績
| 国内大会個人成績 | 国内大会個人成績 | 国内大会個人成績 | 国内大会個人成績 | 国内大会個人成績 | 国内大会個人成績 | 国内大会個人成績 | 国内大会個人成績 | 国内大会個人成績 | 国内大会個人成績 | 国内大会個人成績 | 国内大会個人成績 |
| 年度             | クラブ           | 背番号           | リーグ           | リーグ戦         | リーグ戦         | リーグ杯         | リーグ杯         | オープン杯       | オープン杯       | 期間通算         | 期間通算         |
| 年度             | クラブ           | 背番号           | リーグ           | 出場             | 得点             | 出場             | 得点             | 出場             | 得点             | 出場             | 得点             |
| 日本             | 日本             | 日本             | 日本             | リーグ戦         | リーグ戦         | リーグ杯         | リーグ杯         | 天皇杯           | 天皇杯           | 期間通算         | 期間通算         |
| ---------------- | ---------------- | ---------------- | ---------------- | ---------------- | ---------------- | ---------------- | ---------------- | ---------------- | ---------------- | ---------------- | ---------------- |
| 2008             | 京都             | 28               | J1               | 0                | 0                | 0                | 0                | 0                | 0                | 0                | 0                |
| 2009             | 佐川印刷         |                  | JFL              | -                | -                | -                | -                | -                | -                | 0                | 0                |
| 通算             | 日本             | 日本             | J1               | 0                | 0                | 0                | 0                | 0                | 0                | 0                | 0                |
| 通算             | 日本             | 日本             | JFL              | -                | -                | -                | -                | -                | -                | 0                | 0                |
| 総通算           | 総通算           | 総通算           | 総通算           | 0                | 0                | 0                | 0                | 0                | 0                | 0                | 0                |